# Nanna Fuhrhop
Nanna Fuhrhop (* 1968 in Braunschweig) ist eine deutsche Sprachwissenschaftlerin und seit 2022 Professorin am Institut für Germanistik der Universität Potsdam.

## Leben
Nanna Fuhrhop schloss im Jahr 1987 die Schule mit dem Abitur am Friedrich-Ebert-Gymnasium in Berlin-Wilmersdorf ab. Danach studierte sie an der Freien Universität Berlin (1987–1994) und an der Universität Stuttgart (1991) im Hauptfach Allgemeine und Germanistische Linguistik und im Nebenfach Neuere Deutsche Literatur und Bibliothekswissenschaft. 1994–2003 arbeitete Nanna Fuhrhop am Zentrum für Allgemeine Sprachwissenschaft Berlin, bis 1995 mit dem Forschungsschwerpunkt Allgemeine Sprachwissenschaft. Zwischen 1998 und 2005 war sie als wissenschaftliche Mitarbeiterin an der Universität Potsdam am Institut für Germanistik und 2006–2007 an der Universität Siegen tätig. Nach Vertretungsprofessuren in Potsdam (Wintersemester 2005/06) und Oldenburg (Sommersemester 2006) lehrte sie von 2007 bis 2022 als Professorin für „Deutsche Sprache unter Einschluss von Sprachtheorie und Sprachgeschichte“ an der Carl von Ossietzky Universität Oldenburg, wo sie neben anderen akademischen Ämtern von 2011 bis 2019 Senatorin im Akademischen Senat war. Seit April 2022 ist sie Professorin für Germanistische Linguistik/Grammatik an der Universität Potsdam.
Sie lehrte und forschte in Berlin, Potsdam und zeitweise in New York.
2005 wurde ihr der Hugo-Moser-Preis der Hugo-Moser-Stiftung für ihre Forschungsarbeit zum Thema Das Adjektiv und seine Valenz: Rektionskomposita und die Struktur der Adjektivgruppe verliehen.
2023 wählte sie die Deutsche Akademie für Sprache und Dichtung als neues Mitglied.
Ihr Mann Daniel Fuhrhop ist Autor und Verleger. Gemeinsam haben sie zwei erwachsene Kinder.

## Veröffentlichungen und Mitarbeiten (Auswahl)
- Grenzfälle morphologischer Einheiten (= Studien zur deutschen Grammatik. Band 57). Stauffenburg, Tübingen 1998, ISBN 3-86057-447-7 (Zugleich: Berlin, Freie Universität, Dissertation, 1997).
- Orthografie (= Kurze Einführungen in die germanistische Linguistik. Band 1). Winter, Heidelberg 2005, ISBN 3-8253-5069-X.
- Zwischen Wort und Syntagma. Zur grammatischen Fundierung der Getrennt- und Zusammenschreibung (= Linguistische Arbeiten. Band 513). Niemeyer, Tübingen 2007, ISBN 978-3-484-30513-7.
- mit Ursula Bredel, Christina Noack: Wie Kinder lesen und schreiben lernen. Francke, Tübingen 2011, ISBN 978-3-7720-8403-4.
- mit Jörg Peters: Einführung in die Phonologie und Graphematik. Metzler, Stuttgart u. a. 2013, ISBN 978-3-476-02373-5.
- seit der 4. Auflage, 2013, Mitarbeit an: Peter Eisenberg: Grundriss der deutschen Grammatik. Das Wort. Band 1. J.B. Metzler, Stuttgart, Weimar.
- mit Renata Szczepaniak, Karsten Schmidt (Hrsg.): Sichtbare und hörbare Morphologie. de Gruyter, Berlin 2017.